# Edgar Itt
Edgar Itt (ur. 8 czerwca 1967 w Gedern) – niemiecki lekkoatleta specjalizujący się w długich biegach sprinterskich oraz płotkarskich, brązowy medalista olimpijski z Seulu (1988) w biegu sztafetowym 4 × 400 metrów. W czasie swojej kariery reprezentował również Republikę Federalną Niemiec.

## Sukcesy sportowe
- srebrny medalista mistrzostw RFN w biegu na 400 metrów (1990)[1]
- trzykrotny medalista mistrzostw RFN w biegu na 400 metrów przez płotki – srebrny (1988, 1989), brązowy (1987)
- dwukrotny medalista mistrzostw Niemiec w biegu na 400 metrów przez płotki – złoty (1994), srebrny (1993)[2]
- srebrny medalista halowych mistrzostw RFN w biegu na 400 metrów (1986)[3]

| Rok  | Miasto    | Zawody                      | Konkurencja                          | Wynik                    |
| ---- | --------- | --------------------------- | ------------------------------------ | ------------------------ |
| 1985 | Chociebuż | mistrzostwa Europy juniorów | sztafeta 4 × 400 m                   | srebrny medal            |
| 1986 | Ateny     | mistrzostwa świata juniorów | bieg na 400 m                        | brązowy medal            |
| 1986 | Stuttgart | mistrzostwa Europy          | sztafeta 4 × 400 m                   | srebrny medal            |
| 1987 | Rzym      | mistrzostwa świata          | sztafeta 4 × 400 m                   | 4. miejsce               |
| 1988 | Seul      | igrzyska olimpijskie        | sztafeta 4 × 400 m bieg na 400 m ppł | brązowy medal 8. miejsce |
| 1990 | Split     | mistrzostwa Europy          | sztafeta 4 × 400 m bieg na 400 m ppł | srebrny medal 8. miejsce |
| 1994 | Helsinki  | mistrzostwa Europy          | bieg na 400 m ppł                    | 5. miejsce               |

## Rekordy życiowe
- bieg na 200 metrów – 20,81 – Rehlingen 15/05/1989
- bieg na 400 metrów – 45,38 – Koblencja 13/08/1987
- bieg na 400 metrów (hala) – 46,71 – Sindelfingen 08/02/1986
- bieg na 600 metrów – 1:15,1 – Mayenne 19/04/1994
- bieg na 800 metrów – 1:45,70 – Koblencja 28/08/1988
- bieg na 400 metrów przez płotki – 48,48 – Erfurt 03/07/1994